# Hassan Abbas Tufan
Hassan Abbas Tufan († April 2015 am Tharthar-See) war ein irakischer Offizier im Generalsrang und bis zu seinem Tod Oberbefehlshaber der Ersten Division der Irakischen Streitkräfte.
Er wurde nach der Einnahme eines Militärstützpunktes am Tharthar-See, 70 km nördlich der Stadt Ramadi, durch Kämpfer der Terrororganisation Islamischer Staat ermordet.